# 下浦村 (大分県)
下浦村（したうらむら）は、大分県北海部郡にあった村。現在の津久見市の一部にあたる。

## 地理
津久見湾の湾奥部に位置していた

## 歴史
- 1889年（明治22年）4月1日、町村制の施行により、北海部郡長目村、堅浦村、徳浦村が合併して村制施行し、下浦村が発足[1][2]。旧村名を継承した長目、堅浦、徳浦の3大字を編成[2]。
- 1933年（昭和8年）4月1日、北海部郡津久見町、青江町と合併し、津久見町が存続して廃止された[1][2]。

## 産業
- 漁業、石灰、セメント、ミカン[2]